# Persone di nome Sabrina
| Questa pagina contiene informazioni ricavate automaticamente dalle voci biografiche con l'ausilio del template Bio e di un bot. L'aggiornamento è periodico e automatico e ricostruisce completamente la pagina. Se manca una persona in questa lista, sei pregato di non aggiungerla, ma accertati piuttosto che la sua voce biografica contenga il template Bio e che i dati anagrafici siano correttamente compilati. Se il template Bio manca, inseriscilo tu stesso o, in alternativa, metti l'avviso {{tmp\|Bio}} che ne segnala la mancanza. Se i dati riportati sono sbagliati, correggi direttamente la voce biografica; le modifiche saranno visibili in questa lista entro pochi giorni. Per chiarimenti vedi il progetto antroponimi. La lista contiene solo le 85 persone che sono citate nell'enciclopedia e per le quali è stato implementato correttamente il template Bio. Pagina aggiornata al 6 ago 2025. |

Questa è una lista di persone presenti nell'enciclopedia che hanno il nome Sabrina, suddivise per attività principale.

## Allenatrici di calcio(1)
- Sabrina Viguier, allenatrice di calcio e ex calciatrice francese (Rodez, n. 1981)

## Allenatrici di pattinaggio(1)
- Sabrina Fiordelmondo, allenatrice di pattinaggio italiana (Roma, n. 1969)

## Arciere(1)
- Sabrina Vannini, arciera italiana (Padova, n. 1971)

## Atlete paralimpiche(2)
- Sabrina Bulleri, atleta paralimpica italiana (Ghezzano, n. 1959 - Ghezzano, † 2000)
- Sabrina Fortune, atleta paralimpica britannica (n. 1997)

## Attrici(17)
- Sabrina Bartlett, attrice britannica (Londra, n. 1991)
- Sabrina Colle, attrice e modella italiana (Avezzano, n. 1973)
- Sabrina Corabi, attrice italiana (Lecco, n. 1971)
- Sabrina Ferilli, attrice e conduttrice televisiva italiana (Roma, n. 1964)
- Sabrina Garciarena, attrice argentina (Buenos Aires, n. 1983)
- Sabrina Grigorian, attrice armena (Roma, n. 1956 - † 1986)
- Sabrina Impacciatore, attrice, comica e imitatrice italiana (Roma, n. 1968)
- Sabrina Knaflitz, attrice italiana (Roma, n. 1968)
- Sabrina Le Beauf, attrice statunitense (New Orleans, n. 1958)
- Sabrina Lloyd, attrice statunitense (Fairfax, n. 1970)
- Sabrina Marciano, attrice italiana (Formia, n. 1965)
- Sabrina Marinucci, attrice italiana (Pescara, n. 1969)
- Sabrina Ouazani, attrice francese (Saint-Denis, n. 1988)
- Sabrina Paravicini, attrice e scrittrice italiana (Morbegno, n. 1970)
- Sabrina Sabrok, attrice, attrice pornografica e cantante argentina (Buenos Aires, n. 1971)
- Sabrina Siani, attrice e ex modella italiana (Roma, n. 1963)
- Sabrina Sirchia, attrice italiana (Palermo, n. 1977)

## Attrici pornografiche(1)
- Emanuelle Cristaldi, ex attrice pornografica italiana (Piombino, n. 1973)

## Biatlete(1)
- Sabrina Buchholz, ex biatleta tedesca (n. 1980)

## Calciatrici(4)
- Sabrina Ciaffaglione, calciatrice italiana (Catania, n. 1981)
- Sabrina D'Angelo, calciatrice canadese (Welland, n. 1993)
- Sabrina Delannoy, ex calciatrice francese (Béthune, n. 1986)
- Sabrina Tasselli, calciatrice italiana (Carpi, n. 1990)

## Canoiste(1)
- Sabrina Hering, canoista tedesca (n. 1992)

## Cantanti(4)
- Laura Lynn, cantante belga (Ardooie, n. 1976)
- Sabrina Marinangeli, cantante e showgirl italiana (Roma, n. 1972)
- Sabrina Musiani, cantante e conduttrice televisiva italiana (Milano, n. 1971)
- Sabrina Salerno, cantante, showgirl e attrice italiana (Genova, n. 1968)

## Cantautrici(2)
- Sabrina Carpenter, cantautrice e attrice statunitense (Quakertown, n. 1999)
- Sabrina Claudio, cantautrice statunitense (Miami, n. 1996)

## Cestiste(6)
- Sabrina Cinili, ex cestista italiana (Roma, n. 1989)
- Sabrina Ionescu, cestista statunitense (Walnut Creek, n. 1997)
- Sabrina Lozada-Cabbage, ex cestista statunitense (Twin Falls, n. 1997)
- Sabrina Palie, ex cestista francese (Lione, n. 1981)
- Sabrina Reghaissia, ex cestista e allenatrice di pallacanestro francese (Amiens, n. 1983)
- Sabrina Sidoti, ex cestista italiana (Patti, n. 1971)

## Cicliste su strada(1)
- Sabrina Stultiens, ciclista su strada e ciclocrossista olandese (Helmond, n. 1993)

## Conduttrici televisive(3)
- Sabrina Donadel, conduttrice televisiva italiana (Pieve di Soligo, n. 1970)
- Sabrina Gandolfi, conduttrice televisiva e giornalista italiana (Bollate, n. 1968)
- Sabrina Nobile, conduttrice televisiva italiana (Roma, n. 1971)

## Criminali(1)
- Sabrina Harman, criminale di guerra e ex militare statunitense (Lorton, n. 1978)

## Direttrici di coro(1)
- Sabrina Simoni, direttrice di coro italiana (Bologna, n. 1969)

## Doppiatrici(1)
- Sabrina Duranti, doppiatrice e direttrice del doppiaggio italiana (Roma, n. 1967)

## Fisiche(1)
- Sabrina Gonzalez Pasterski, fisica statunitense (Chicago, n. 1993)

## Ginnaste(1)
- Sabrina Maneca-Voinea, ginnasta rumena (Costanza, n. 2007)

## Giocatrici di calcio a 5(1)
- Sabrina Marchese, giocatrice di calcio a 5 e ex calciatrice italiana (Sciacca, n. 1991)

## Giornaliste(2)
- Sabrina Giannini, giornalista, autrice televisiva e conduttrice televisiva italiana (Cernusco sul Naviglio, n. 1965)
- Sabrina Scampini, giornalista e conduttrice televisiva italiana (Legnano, n. 1976)

## Judoka(1)
- Sabrina Filzmoser, judoka austriaca (Wels, n. 1980)

## Lottatrici(1)
- Sabrina Esposito, lottatrice italiana (Modena, n. 1985)

## Mezzofondiste(2)
- Sabrina Dornhoefer, ex mezzofondista statunitense (n. 1963)
- Sabrina Varrone, mezzofondista italiana (Carignano, n. 1972)

## Modelle(4)
- Sabrina Belleval, modella francese (L'Isle-Adam, n. 1965)
- Sabrina Herft, modella singalese (Colombo, n. 1988)
- Sabrina Sato, modella, danzatrice e attrice brasiliana (Penápolis, n. 1981)
- Sabrina Seara, modella e attrice venezuelana (Caracas, n. 1985)

## Nuotatrici(1)
- Sabrina Seminatore, ex nuotatrice italiana (Palermo, n. 1964)

## Pallamaniste(1)
- Sabrina Porini, ex pallamanista italiana (San Nicolás de los Arroyos, n. 1979)

## Pallavoliste(1)
- Sabrina Bertini, ex pallavolista italiana (Pisa, n. 1969)

## Politiche(6)
- Sabrina Capozzolo, politica italiana (Agropoli, n. 1986)
- Sabrina De Camillis, politica italiana (Larino, n. 1969)
- Sabrina De Carlo, politica italiana (Latisana, n. 1988)
- Sabrina Licheri, politica italiana (Assemini, n. 1971)
- Sabrina Pignedoli, politica e giornalista italiana (Castelnovo ne' Monti, n. 1983)
- Sabrina Ricciardi, politica italiana (Benevento, n. 1968)

## Produttrici cinematografiche(1)
- Sabrina S. Sutherland, produttrice cinematografica e produttrice televisiva statunitense

## Rapper(1)
- Sabrina Setlur, rapper, personaggio televisivo e attrice tedesca (Francoforte sul Meno, n. 1974)

## Saltatrici con gli sci(1)
- Sabrina Windmüller, ex saltatrice con gli sci svizzera (Walenstadt, n. 1987)

## Scacchiste(1)
- Sabrina Vega, scacchista spagnola (Las Palmas de Gran Canaria, n. 1987)

## Sciatrici alpine(3)
- Sabrina Beer, ex sciatrice alpina tedesca (n. 1981)
- Sabrina Fanchini, ex sciatrice alpina italiana (Lovere, n. 1988)
- Sabrina Maier, ex sciatrice alpina austriaca (n. 1994)

## Scrittrici(1)
- Sabrina Lembo, scrittrice e traduttrice italiana (Roma, n. 1980)

## Tenniste(2)
- Sabrina Goleš, ex tennista croata (Stari Mikanovci, n. 1965)
- Sabrina Santamaria, tennista statunitense (Los Angeles, n. 1993)

## Tiratrici a segno(1)
- Sabrina Sena, tiratrice a segno italiana (Candela, n. 1985)

## Wrestler(1)
- Sabrina Kyle, wrestler canadese (Hamilton, n. 1990)

## Senza attività specificata(3)
- Sabrina Crognale, ex pentatleta italiana (Roma, n. 1985)
- Sabrina Jonnier, ex mountain biker francese (Hyères, n. 1981)
- Sabrina Sadeghi, ex snowboarder statunitense (n. 1976)